# Rosa Compagnucci
Rosa Hilda Compagnucci (n. Buenos Aires, 11 de mayo de 1948), es una investigadora argentina en cuestiones climáticas. Desarrolla actividades científicas y de extensión en el Departamento de Ciencias de la Atmósfera y los Océanos, de la UBA.
En 1974, obtuvo su titulación de grado en Ciencias de la Atmósfera, en la Facultad de Ciencias Exactas y Naturales de la UBA, y el doctorado en 1989.
Es una destacada divulgadora de las problemáticas del clima y de la agrometeorología en el Cono Sur

## Publicaciones
Selección de las publicaciones realizadas por Campagnucciː
- Garreaud, R. D., Vuille, M., Compagnucci, R., & Marengo, J. (2009). Present-day south american climate. Palaeogeography, Palaeoclimatology, Palaeoecology, 281(3-4), 180-195.
- Compagnucci, R. H., & Vargas, W. M. (1998). Inter-annual variability of the Cuyo rivers' streamflow in the Argentinean Andean mountains and ENSO events. International Journal of Climatology, 18(14), 1593-1609.
- Compagnucci, R. H., & Salles, M. A. (1997). Surface pressure patterns during the year over southern South America. International Journal of Climatology, 17(6), 635-653.
- Orgeira, M. J., Egli, R., & Compagnucci, R. H. (2011). A quantitative model of magnetic enhancement in loessic soils. In The Earth's Magnetic Interior (pp. 361-397). Springer, Dordrecht.
- Compagnucci, R. H., & Richman, M. B. (2008). Can principal component analysis provide atmospheric circulation or teleconnection patterns?. International Journal of Climatology, 28(6), 703-726.
- Compagnucci, R. H, Araneo, D. (1999). “Validación de las alturas geopotenciales de 1000 hPa obtenidas del modelo de diagnóstico del Servicio Meteorológico Nacional” GEOACTA, 23, 78-92

### Capítulos de libros
- r. Compagnucci. 2000. “ENSO events impact on hydrological system in the Cordillera de los Andes during the last 450 years”. En: “Southern Hemisphere Paleo-and Neoclimates: Methods and Concepts”. Eds. Volkheimer W. & P. Smolka. Editorial Springer Verlag 175-185

- n. Arnell, liu Chunzhen, r. Compagnucci, l. da Cunha, k. Hanaki, c. Howe, g. Mailu, i. Shiklomanov, e. Stakhiv, p. Döll. 2001. ” Hydrology and Water Resources”. En: Climate Change 2001. Impacts, Adaptation, and Vulnerability 3rd Assessment Report of the Intergovernmental Panel on Climate Change (IPCC). Editó McCarthy J.J., Canziani O.F., Leary N.A., Dokken D.J. and While K.S., Cambridge Un. Press, 191-233

- j.l. Mata, m. Campos, e. Basso, r. Compagnucci, p. Fearnside, g. Magrin, j. Marengo, a.r. Moreno, a. Suárez, s. Solman, a. Villamizar, l. Villers, f. Argenal, c. Artigas, m. Cabildo, j. Codignotto, u. Confalonieri, v. Magaña, b. Morales-Arnao, o. Oropeza, j. Pabón, j. Paz, o. Paz, f. Picado, g. Poveda, j. Tarazona, w. Vargas. 2001: “Latin America”. En : Climate Change 2001. Impacts, Adaptation, and Vulnerability 3rd Assessment Report of the Intergovernmental Panel on Climate Change (IPCC). Editó McCarthy J.J., Canziani O.F., Leary N.A., Dokken D.J. and While K.S. Cambridge Univ. Press, 693-734

- c. Laprida, b. Valero Garcés, r. Compagnucci, m.j. Orgeira, a. Navas, e. Ito, en prensa. “Lagos de la Pampa Bonaerense: memorias y olvidos de las Lagunas Pampeanas”. En: Escenarios de cambio ambiental: registros del Cuaternario en América Latina. Ed. Fondo de Cultura Económico por iniciativa de la Universidad Nacional Autónoma de México (UNAM) y Unión Mexicana de Estudios del Cuaternario (UMEC)

## Premios y distinciones
- Premio a la Producción Científica y Tecnológica de la UBA desde 1992 a 1995
- Incentivo a Docentes-investigadores del Ministerio de Cultura y Educación, categoría B, en los años 1994 a 1998
- Incentivo a Docentes-investigadores del Ministerio de Cultura y Educación, categoría II, 1999 al 2004
- Incentivo a Docentes-investigadores del Ministerio de Cultura y Educación, categoría I desde el 2005
- Premio Nobel recibido por el IPCC en el 2007 por los reportes sobre el Cambio Climático: participó como Autor Responsable de los Capítulos ” Hydrology and Water Resources” y en “Latin America” . En: Climate Change 2001. Impacts, Adaptation, and Vulnerability 3rd Assessment Report of the Intergovernmental Panel on Climate Change (IPCC)